# Fiat Cityway
Il Fiat Cityway è un modello di tram snodato dal design variabile in base alla città realizzato nello stabilimento dell'ex Fiat Ferroviaria a Savigliano, acquisita dalla Alstom.

## Caratteristiche
Il tram ha il pianale ribassato, al 70 o al 100% a seconda delle versioni. La versione I ha i carrelli motori alle estremità, mentre la seconda li ha in posizione centrale. Le casse sono dotate di perno di giunzione per i moduli sospesi.
La versione II del veicolo Cityway ha un peso di 41 tonnellate a vuoto, un valore che tende a causare una rapida usura del binario tranviario tradizionale. 
In ragione della massa e del fatto che è quasi privo di attrito frenante escluso quello tra ruote-rotaie, per inerzia può percorrere anche più di 2 km in piano partendo da 50 km/h senza motori in trazione.
Le sabbiere sono automatiche; il tram è attrezzato per il trasporto dei passeggeri a ridotta mobilità ed è provvisto di impianto di climatizzazione.

## Diffusione
Tale modello è in servizio in varie città italiane come Messina, Roma e Torino con design personalizzato.
 Messina (ATM) 
- serie 01T-15T: 15 vetture, costruzione 2001, bidirezionali, 5 elementi, lunghezza 22,5 metri, livrea rossa con fasce gialle

 Roma (ATAC) 
- 1º tipo
  - serie 9101-9128: 28 vetture, costruzione 1998-1999, bidirezionali, 5 elementi, lunghezza 31,25 metri, livrea biverde.
- 2º tipo
  - serie 9201-9216: 16 vetture, costruzione 1999-2000, bidirezionali, 7 elementi, lunghezza 33 metri, livrea biverde.
  - serie 9217-9218: 2 vetture, costruzione 2000, bidirezionali, 9 elementi, lunghezza 44 metri, prototipi mai entrati in servizio in configurazione "lunga",entrati in servizio 2013/2014 dopo essere stati portati a lunghezza 33 metri livrea biverde.
  - serie 9219-9252: 34 vetture, costruzione 2000-2001, bidirezionali, 7 elementi, lunghezza 33 metri, livrea biverde.

 Torino (GTT) 
- 1ª serie 6000-6005: 6 vetture, costruzione 2001, monodirezionali, lunghezza 34 metri, 7 elementi, livrea argentata con fasce giallo-blu.
- 2ª serie 6006-6054: 49 vetture, costruzione 2001-2003, bidirezionali, lunghezza 34 metri, 7 elementi, livrea argentata con fasce giallo-blu.